# نموذج نفسي حيوي

النموذج النفسي الحيوي الاجتماعي (اختصار "BPS")وهو النموذج العام أو افتراض لنهج أن العوامل البيولوجية والنفسية (الذي يتضمن الأفكار، العواطف، والسلوكيات)و العوامل الاجتماعية كلها تلعب دوراً هاماً في الأداء البشري في سياق المرض أو الداء. في الواقع إن الصحة هي أفضل من يفهم مصطلحات دمج البيولوجية والنفسية والعوامل الاجتماعية مفضلاً ذلك عن العوامل البيولوجية فقط. يعتبر هذا نقيض للنموذج التقليدي واختزال لنموذج الطب الحيوي من الأدوية التي تشير إلى كل عملية مرض ويمكن تفسيرها فيما يتعلق بانحراف اساسي عن الوظيفة الطبيعية مثل شذوذات مرضية أو وراثية أو تنموية أو مرض. ويستخدم هذا المفهوم في مجالات عديدة مثل الطب والتمريض وعلم النفس الصحي وعلم الإجتماع ولا سيما في المجالات المتخصصة مثل الطب النفسي والصحة النفسية والأسرية والعلاج السريري لتقويم العمود الفقري والعمل الاجتماعي السريري وعلم النفس السريري. هذا النموذج النفسي الحيوي هو أيضاً مصطلح فني لمفهوم شعبية العلاقة (بين الجسم والعقل)والذي يتناول الحجج الفلسفية بين النموذج البيولوجي النفسي الاجتماعي والطب الحيوي بدلاً من الفحص الفحص التجريبي والتطبيق السريري.
وقد وضعت نظرية عن هذا النموذج من قبل الطبيب النفسي جورج.إل انجل (George L. Engel) في جامعة روتشستر وناقش عام 1977م مقالة في العلوم  حيث أفترض «الحاجة إلى النموذج الطبي الجديد» ويناقش نموذجه بالتفصيل في المجلة الأميركية للطب النفسي [إنجل جي إل التطبيق السريري في النموذج النفسي الحيوي، المجلة الأميركية للطب النفسي 1980;137:535-544 ] حيث يناقش عن مصير لمريض افتراضي، السيد غلوفر عمره 55 عاماً تعرض لنوبة قلبية ثانية بعد مضي ستة أشهر عن الأولى. يشير إنجل أن أناقة شخصية السيد غلوفر تساعد على تفسير الألم في صدره حيث انه في بعض درجات الإنكار يعتبر فقط هو تذخل من صاحب العمل أن يمنحه إذن لطلب المساعدة حيث أن تقلص في ضربات القلب يمكن أن تفهم على أنها جلطة في الشريان التاجي. على نطاق أوسع فإن منظور الشخصية يساعد على فهم نتائج مختلفة قد يكون من الممكن الاعتماد على كيفية استجابة الشخص لحالته. بعد ذلك تطورت السكتة القلبية للسيد غلوفر في غرفة الطوارئ نتيجة لثقب شرياني غير كفء. مرة أخرى يمكن تحليل نظرية النظم لهذا الحدث من حيث نطاق أوسع من مجرد عدم انتظام ضربات القلب فإنه يرى إلى ما حدث نتيجة لعدم كفاية التدريب والإشراف على صغار الموظفين في غرفة الطوارئ. وهكذا في حين يكون هناك «قد تم نشر نموذج لا نهائي غير قابل للاختزال.»  شرح رائع لإنجل لنموذجه في هذه الورقة الذي يعطي مجالاً واسعاً لفهم النشاطات السريرية.
الحداثة والقبول وانتشار النموذج النفسي الحيوي يتفاوت بين الثقافات.

## وصف النموذج والتطبيق في مجال الطب
يرى بعض المفكرين النموذج النفسي الحيوي من حيث السببية وعلى هذا العنصر البيولوجي للنموذج النفسي الحيوي يسعى لفهم أن سبب هذا المرض ينبع من كيفية عمل الجسم الفردي بالبحث عن المكون النفسي للنموذج النفسي الحيوي فإن الأسباب النفسية المحتملة للمشكلة الصحية مثل عدم ضبط النفس، الاضطراب العاطفي والتفكير السلبي. الجزء الاجتماعي من النموذج النفسي الحيوي يتحرى كيف أن العوامل الاجتماعية المختلفة مثل الوضع الالاجتماعي والاقتصادي والثقافة والفقر والتكنولوجيا والدين يمكن أن تؤثر على الصحة. لكن قراءة دقيقة لورقة إنجل في المجلة الأميركية للطب النفسي (1980) يتضمن هذا النموذج النفسي الحيوي أكثر بكثير عن كثب في رعاية المرضى. إنها ليست فقط حول السببية ولكن حول كيفية أي حالة سريرية (طبية، جراحية أو نفسية) يمكن ملاحظة ضيق في البيولوجية فقط أو أكثر على نطاق أوسع كشرط مع مكونات نفسية واجتماعية، والتي سوف تؤثر على فهم المريض لحالته وعلى المسار السريري لهذا الشرط.
واعتماداً على نظرية النظم من ويس وفون برتالانفي، يصف إنجل المنطق السليم للملاحظة أن الطبيعة هي «الاستمرار بطريقة هرمية مرتبة مع الأكثر تعقيداً لها، ووحدات أكبر شاملة على وحدات أصغر أقل تعقيداً.» وقال انه يمثل لهم مخطط إما كـ كومة عامودية أو على شكل عش من المربعات بسيط في الداخل وأكثر تعقيداً في الخارج. تنقسم مجموعة العمودي إلى قسمين: الأول يبدأ مع الجسيمات الفردية دون الذرية وينتهي مع الشخص والثاني يبدأ مع الشخص وتختتم مع المحيط الحيوي. الأول هو التسلسل الهرمي للكائنات والثاني على التسلسل الاجتماعي. ثم يحدد بعض المبادئ: 1.كل مستوى في نظام مستقل نسبياً، وهكذا يمكن للخلية أن تكون خلية للدراسات فقط. 2.كل مستوى يعتمد على مستوى أدناه، وهكذا تكون الخلية من نواة الميتوكوندريا وجميع أنواع العضيات الأخرى. 3.كل مستوى مكون من نظام أعلى، وهكذا فإن الخلايا تقوم بالتنظيم معاً لتصبح أنسجة وهكذا الخ. «في استمراية للنظم الطبيعية في الوقت نفسه كل وحدة على حد سواء ككل وجزء.» ومن هذه المبادئ المتقدمة قال إنجل أنه يمكننا أن نضيف كذلك خصائص مستوى أعلى تخرج من أنظمة المستوى الأدنى والتي لا يمكن التنبوء به من دراسة المستوى الأدنى، ونحن أيضاً يمكننا إضافة مبدأ السببية من أعلى إلى أسفل أي أن المستويات الأعلى يمكن أن تؤثر على المستويات الأدنى.
ويستند هذا النموذج النفسي الحيوي للصحة في جزء منه على نظرية الإدراك الاجتماعي. هذا النموذج النفسي الحيوي يعني أن عمليات العلاج من المرض على سبيل المثال يتطلب النوع الثاني لمرضى السكري والسرطان، وأن عنوان فريق الرعاية الصحية هو دراسة التأثيرات البيولوجية والنفسية والاجتماعية على أداء المريض. بمعنى من المعاني الفلسفية أن حالات النموذج النفسي الحيوي والتي يمكن لأعمال الجسم أن تؤثر على العقل ويمكن لأعمال العقل أن تؤثر على الجسم. وهذا يعني على حدّ سواء التفاعل المباشر بين العقل والجسم وكذلك التأثيرات غير المباشرة من خلال العوامل الوسيطة.
هذا النموذج البيولوجي النفسي الاجتماعي يفترض انه من المهم التعامل مع الثلاثة معاً في مجموعة متزايدة من الأدب التجريبي والتي تشير إلى أن تصورات المريض الصحية والتهديد من المرض فضلاً عن الحواجز في البيئة الاجتماعية أو الثقافية للمريض ويبدو أنها تؤثر في احتمال أن المريض سوف يشارك في تعزيز الصحة أو سلوكيات العلاج مثل تناول الدواء أو اتباع نظام غذائي سليم والانخراط في النشاط البدني.
في حين تعمل BPS في إطار يتطلب من ان يتم جمع مزيد من المعلومات خلال التشاور، ووجوداتجاه متزايد في مجال الرعايو الصحية الأميركية (بالفعل راسخة في أوروبا مثل المملكة المتحدة وألمانيا) وهي تشمل كامل الخدمات المهنية من خلال فرق التخصصات المتكاملة على توفير أفضل رعاية ومعالجة وتلبية احتياجات المريض على جميع المستويات الثلاثة. كما رأينا، على سبيل المثال في عيادات الرعاية الصحية المتكاملة مثل المستخدمة في المملكة المتحدة وألمانيا، إدارة المحاربين القدماء الأميركية، القيصر الدائم (وهي أكبر منظمة رعاية صحية خاصة في الولايات المتحدة) وفرق متكاملة قد تشمل الأطباء والممرضين والأخصائيين النفسيين والأعمال الاجتماعية وغيرها من التخصصات في معالجة جميع الجوانب الثلاثة BPS مما يسمح للطبيب التركيز على الآليات البيولوجية من هذا الذي يشكو منه المريض  انظر أيضاً 
العوامل النفسية والاجتماعية يمكن أن تسبب تأثير بيولوجي من قبل تهيئة المريض لعوامل الخطر. على سبيل المثال هو أن الاكتئاب بحد ذاته قد لا يسبب مشاكل في الكبد ولكن قد تكون أكثر عرضة لمشاكل الكحول وبالتالي تلف الكبد من شخص مكتئب ربما يكون زيادة في احتمال حدوث المرض. معظم الأمراض في BPS مثل هذه الأمراض مناقشة سلوكياً وخاضعة للإشراف مع العوامل المعروفة بأنها مرتفعة المخاطر أو ما يسمى «أمراض البيولوجي النفسي الاجتماعي / الاضطرابات». مثال على ذلك مرض السكري هو من النوع 2 والتي مع تزايد انتشار السمنة وقلة النشاط البدني هي في طريقها لتصبح وباءً عالمياً. على سبيل المثال يقدر ما يقارب من 20 مليون أميركي لديهم مرض السكري مع 90% إلى 95% اعتبروا من النوع 2 .
ومن المهم أن نلاحظ أن هذا النموذج النفسي الحيوي غبر واضح وهو نموذج قابل للاختبار لشرح التفاعلات أو التأثيرات السببية أي شكلت كمية من التباين من قبل كل عنصر من العناصر (البيولوجية، النفسية أو الاجتماعية). بدلاً من ذلك لقد كان النموذج إطاراًَ عاماً دليل لاستكشاف النظرية والتجريبة، التي تمتلك قدراً كبيراً من بحوث إنجل منذ عام 1977 م. أحد المجالات التي تأثرت إلى حد كبير هو صياغة واختبار النماذج الاجتماعية المعرفية من السلوك الصحي على مدى السنوات الـ 30 الماضية. في حين لم تتخذ أي نموذج وحيد قد أخذ الأسبقية، وهناك مجموعة كبيرة من الأدب التجريبي قد تم تحديدها الاجتماعية والمعرفية (على الجانب النفسي _ الاجتماعي في نموذج إنجل) وبالتالي فإن المتغيرات التي تظهر على تأثير السلوكيات الصحية في المشاركة والالتزام بالنظام الصحي المنصوص عليها مثل الكفاءة الذاتية في الأمراض المزمنة مثل السكري من النوع 2 وأمراض القلب والأوعية الدموية، إلخ. وتشمل هذه النماذج نموذج صحة الاعتقاد، نظرية الفعل المبرر ونظرية السلوك المخطط ونموذجTranstheoretical ، نموذج منع الانتكاس كإجراء وقائي واعتماد نموذج ونهج عملية العمل الصحي إلخ.

## النقد
ويشير بعض النقاد إلى مسألة التمييز هذه ومسألة تحديد أدوار المرض والداء يتعارض مع مفهوم التنمية المشتركة للتجارة الطبية أو توكيل المريض مثل «البيولوجي النفسي الاجتماعي» يصبح أكثر واحد مخادع كناية عن الاضطرابات النفسية. يمكن استغلالها عن طريق شركات التأمين الطبي أو إدارات الرعاية الحكومية الحريصة على الحد أو منع الوصول إلى الرعاية الطبية والاجتماعية.
بعض الأطباء النفسيين رأى نموذج BPS فيه عيوب سواء في الصياغة أو التطبيق Epstein وزملاؤه وصفوا ستة تفسيرات متضاربة من ما قد يكون النموذج واقترح أن «... عادات العقل قد تكون الحلقة المفقودة بين وجود البيولوجي النفسي الاجتماعي والواقع الطبي». يقول الطبيب النفسي حامد توكلي أن النموذج BPS ينبغي تجنبه لأنه يشجع عن غير قصد التمييز المصطنع بين علم الأحياء وعلم النفس ويثير الارتباك في إجراء التقييمات النفسية وبرامج التدريب وأنه في النهاية لم يساعد في محاولة لإزالة وصمة الصحة النفسية.
ويشير عالم الاجتماع David Pilgrim أن من الضرورة الواقعية وشكلاً من أشكال «التسامح المتبادل»
(غولدي، 1977)قد أجبرت على تعايش وجهات نظر حقيقية بدلاً من «نظرية التكامل BPS باعتبارها معتقد مشترك». يذهب Pilgrim إلى القول أنه على الرغم من «الفضائل العلمية والأخلاقية» في نموذج BPS «... لم تتحقق بشكل صحيح ويبدو أنه قد تم دفعه إلى الظل قبل العودة إلى الطب وإعادة سيطرة نموذج الطب الحيوي.» 
ومع ذلك فإن الناقد الفلسفي والطبيب النفساني Niall McLaren صرّح عن النموذج BPS  فكتب مايلي:
«منذ انهيار نماذج القرن 19 (التحليل النفسي والسلوكي)كان علماء النفس يقومون في البحث عن نموذج يجمع بين النفس والجسد. لذلك تم الحرص على البحث لأنها احتضنت ما يسمى» النموذج النفسي الحيوي «دون أن يكلف نفسه عناءً في أي وقت مضى بالتحقق من تفاصيلها. إذاً في أي وقت خلال العقود الثلاثة الماضية فإنها قد فعلت ذلك أنها قد وجدت أنه كان لا شيء. هذا من شأنه أن ألقوا بهم في موقف محرج من الاضطرار إلى الاعتراف بأن الطب النفسي الحديث تعمل في فراغ النظرية»
وأختصر الأساس المنطقي لهذا الفراغ النظري في عام 1998 ورقته  ، ومؤخراً في كتبه وأبرزها إضفاء الأطباء النفسيين. وببساطة فإن الغرض من النموذج العلمي هو معرفة ما إذا كانت النظرية العلمية تعمل على بلوغ النتائج المنطقية وفي هذا الصدد، ونماذج حقيقية يمكن قياس آار العواقب المادية، في حين النظريات هي الأفكار ويمكن أن لا يزيد قياسها من أحلام ليقظة. بناء نموذج يفصل النظريات مع المستقبل من تلك التي تبقى دائماً أحلام. مثال نموذجي علمي حقيقي أن الزرافات طويلة العنق تصل إلى أكثر الاغذية تبقى على قيد الحياة بمعدلات أعلى وصفة العنق الأطول تمر على سلالتها. هذا هو نموذج (الانتقاء الطبيعي) من نظرية التطور. ولذلك من خلال التوصل إلى موقف لا يمكن أن يكون هناك نموذج من الاضطراب العقلي دون إنشاء أول نظرية للعقل. الدكتور ماكلارين لا يقول ان هذا النموذج البيولوجي النفسي الاجتماعي يخلو من الجدارة ومجرد أنها لا تناسب تعريف نموذج علمي (أو نظرية) ولا تكشف عن أي شيء من شأنه أن لا يكون معروفاً (ضمناً إن لم يكن صراحةً) إلى أي ممارس من حساسية معقولة ويذكر ان هذا النموذج البيولوجي النفسي الاجتماعي ينبغي ان ينظر إليه في سياق تاريخي كما يخالف ضد اتجاه الاختزال البيولوجي الذي كان ولا يزال يتجاوز الطب النفسي. ويقول إنجل «قد فعلت خدمة كبيرة جداً للطب النفسي التقليدي في انه شرّع مفهوم الحديث للناس فيما يتعلق للناس» بإختصارر على الرغم من انه من الصحيح أن نقول ان علم الاجتماع، علم النفس، علم الأحياء هي من العوامل الاساسية للمرض العقلي وببساطة تفيد هذه الحقيقة الواضحة بأنها لا تجعلها نموذجاً علمياً بمعنى الكلمة.
أستاذ الطب النفسي ومؤلف كتاب إس. ناصر غيمي يعتبر نموذج أنجل معادي للإنسانية ويدعوا إلى استخدام أقل بديل انتقائي، أقل عام وأقل غموض مثل الطب الإنساني William Osler أو الطب النفسي القائم على طريقة كارل كاسبرز.

## وصلات خارجية
- Bracken, Patrick, Thomas, Philip, "Time to move beyond the mind-body split", editorial, British Medical Journal 2002;325:1433-1434 (21 December)
- "Society of Behavioral Medicine"
- "American Diabetes Association"